# Lijst van kastelen in Albanië
Dit is een lijst van kastelen in Albanië, gesorteerd op prefectuur.

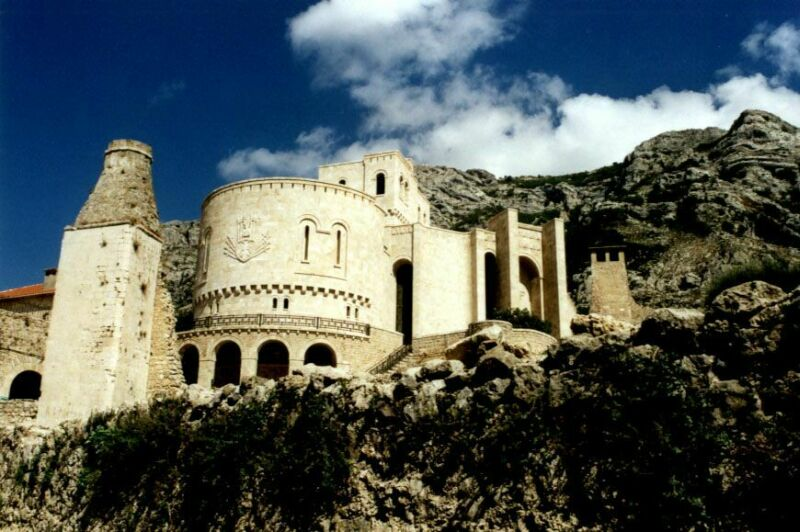
Kasteel van Krujë

## Prefectuur Berat
- Kasteel van Berat

## Prefectuur Dibër
- Kasteel van Burgajet
- Kasteel van Grezhdani

## Prefectuur Durrës
- Kasteel van Krujë
- Kasteel van Durrës
- Kasteel van Ishëm
- Kasteel van Rodoni

## Prefectuur Elbasan
- Kasteel van Elbasan
- Kasteel van Peqin

## Prefectuur Fier
- Kasteel van Margëlliç

## Prefectuur Gjirokastër
- Kasteel van Gjirokastër
- Kasteel van Libohovë
- Kasteel van Kardhiq
- Kasteel van Tepelenë

## Prefectuur Korçë
- Kasteel van Mok
- Kasteel van Pogradec
- Kasteel van Shpellë
- Kasteel van Trajan
- Kasteel van Ventrok

## Prefectuur Lezhë
- Kasteel van Lezhë

## Prefectuur Shkodër
- Kasteel van Drisht
- Kasteel van Rozafa
- Kasteel van Vau-Dejës
- Kasteel van Gajtan

## Prefectuur Tirana
- Kasteel van Bashtovë
- Kasteel van Dajti
- Kasteel van Prezë
- Kasteel van Tirana
- Kasteel van Lalm

## Prefectuur Vlorë
- Kasteel van Ali Pasha
- Kasteel van Kaninë
- Kasteel van Lëkurësi
- Kasteel van Porto Palermo